# Mariana Ximenes

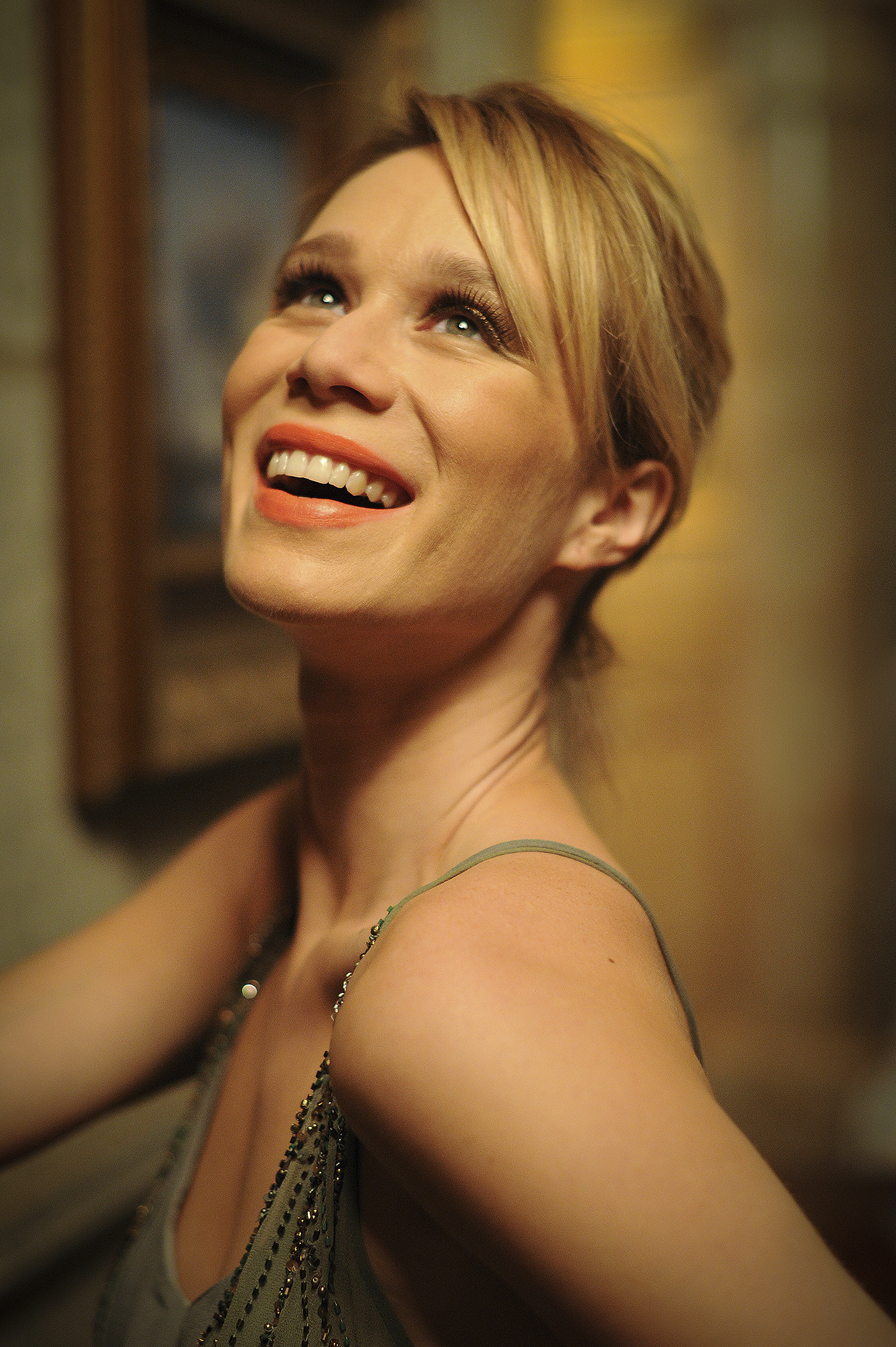
Mariana Ximenes (2012)

 Mariana Ximenes  (anhörenⓘ; * 26. April 1981 in São Paulo) ist eine brasilianische Schauspielerin.

## Leben und Karriere
Mariana Ximenes war acht Jahre lang mit Filmproduzent Pedro Buarque de Hollanda verheiratet. Sie trennten sich 2009.

## Filmografie (Auswahl)
- 1998: Você Decide (Fernsehserie)
- 1998: Caminho dos Sonhos
- 1998: Fascinação (Fernsehserie)
- 1999: Andando Nas Nuvens (Fernsehserie)
- 1999: Força de Um Desejo (Fernsehserie)
- 2000: Uga Uga (Fernsehserie)
- 2001: A Padroeira (Fernsehserie)
- 2001: Dias de Nietzsche em Turim
- 2002: O Invasor
- 2002: Os Normais (Fernsehserie)
- 2002: A Turma do Didi (Fernsehserie)
- 2001–2002: Brava Gente (Fernsehserie)
- 2003: O Homem do Ano
- 2003: A Grande Família (Fernsehserie)
- 2003: A Casa das Sete Mulheres (Fernsehserie)
- 2004: Uma Estrela Pra Ioiô
- 2003–2004: Chocolate com Pimentaf (Fernsehserie)
- 2004: Histórias de Cama & Mesa
- 2005: Gaijin – Ama-me Como Sou
- 2005: A Máquina
- 2005: América (Fernsehserie)
- 2005: Casseta & Planeta Urgente (Fernsehserie)
- 2006: Muita Alegria e 40 Graus de Calor
- 2006: JK (Fernsehserie)
- 2006: Muito Gelo e Dois Dedos D’Água
- 2006: Cobras & Lagartos (Fernsehserie)
- 2007: Paraíso Tropical (Fernsehserie)
- 2008: A Mulher do meu Amigo
- 2008–2009: A Favorita (Fernsehserie)
- 2009: Bela Noite Para Voar
- 2009: Hotel Atlântico
- 2010: Zweimal sterben ist einmal zuviel (Quincas Berro d’Água)
- 2010: Passione (Fernsehserie)
- 2012: As Brasileiras (Fernsehserie)
- 2012: O Gorila
- 2012: Os Penetras
- 2012–2013: Guerra dos Sexos (Fernsehserie)
- 2013: O Uivo da Gaita
- 2013: O Rio nos Pertence
- 2014: O Fim de uma Era
- 2015: Prova de Coragem
- 2015: Zoom
- 2016: Uma Loucura de Mulher
- 2016: Um Homem Só
- 2016: Quase Memória
- 2016: Haja Coração (Fernsehserie)
- 2016: Supermax (Fernsehserie)
- 2017: Os Penetras 2: Quem Dá Mais?
- 2017: Detetives do Prédio Azul: O Filme
- 2017: Gosto Se Discute
- 2018: O Grande Circo Místico
- 2018: Se Eu Fechar Os Olhos Agora (Fernsehserie)
- 2021: Capitu e o Capítulo
- 2021: Romancing Brazil
- 2021: L.O.C.A.
- 2022: Turma da Mônica: A Série (Fernsehserie)
- 2023: Vai na Fé (Fernsehserie)
- 2023: Amor Perfeito (Fernsehserie)
- seit 2024: Mania de Você (Fernsehserie)
- 2025: Not Even God Is As Fair As Your Jeans